# 韦克斯福德郡
韋克斯福德郡 （County Wexford；愛爾蘭語：Contae Loch Garman），是愛爾蘭的一個郡，位於愛爾蘭島東南部。歷史上屬倫斯特省。斯拉尼河在本郡斜流入海。
面積2,352平方公里，2006年人口131,615人。首府韋克斯福德。

## 外部連結
- County Council website （页面存档备份，存于）
- Late 19th-century map of County Wexford
- History Articles （页面存档备份，存于）